# Хершер (Илиноис)
Хершер (енгл. Herscher) град је у америчкој савезној држави Илиноис.

## Демографија
По попису из 2010. године број становника је 1.591, што је 68 (4,5%) становника више него 2000. године.
| Група             | 2000.         | 2010.         |
| Белци             | 1.489 (97,8%) | 1.547 (97,2%) |
| Афроамериканци    | 3 (0,2%)      | 0 (0,0%)      |
| Азијати           | 3 (0,2%)      | 3 (0,2%)      |
| Хиспаноамериканци | 8 (0,5%)      | 24 (1,5%)     |
| Укупно            | 1.523         | 1.591         |